# Mon (Albula)
Mon (toponimo romancio; in tedesco Mons, ufficiale fino al 1943, in italiano Maone o Mono, desueti) è una frazione di 79 abitanti del comune svizzero di Albula, nella regione Albula (Canton Grigioni).

## Geografia fisica
Mon è situato nella Val Sursette, sulla sponda sinistra del torrente Giulia. Dista 33 km da Coira, 38 km da Davos e 47 km da Sankt Moritz. Il punto più elevato del territorio è a quota 2 300 m s.l.m., sul confine con Surses e Stierva.

## Storia

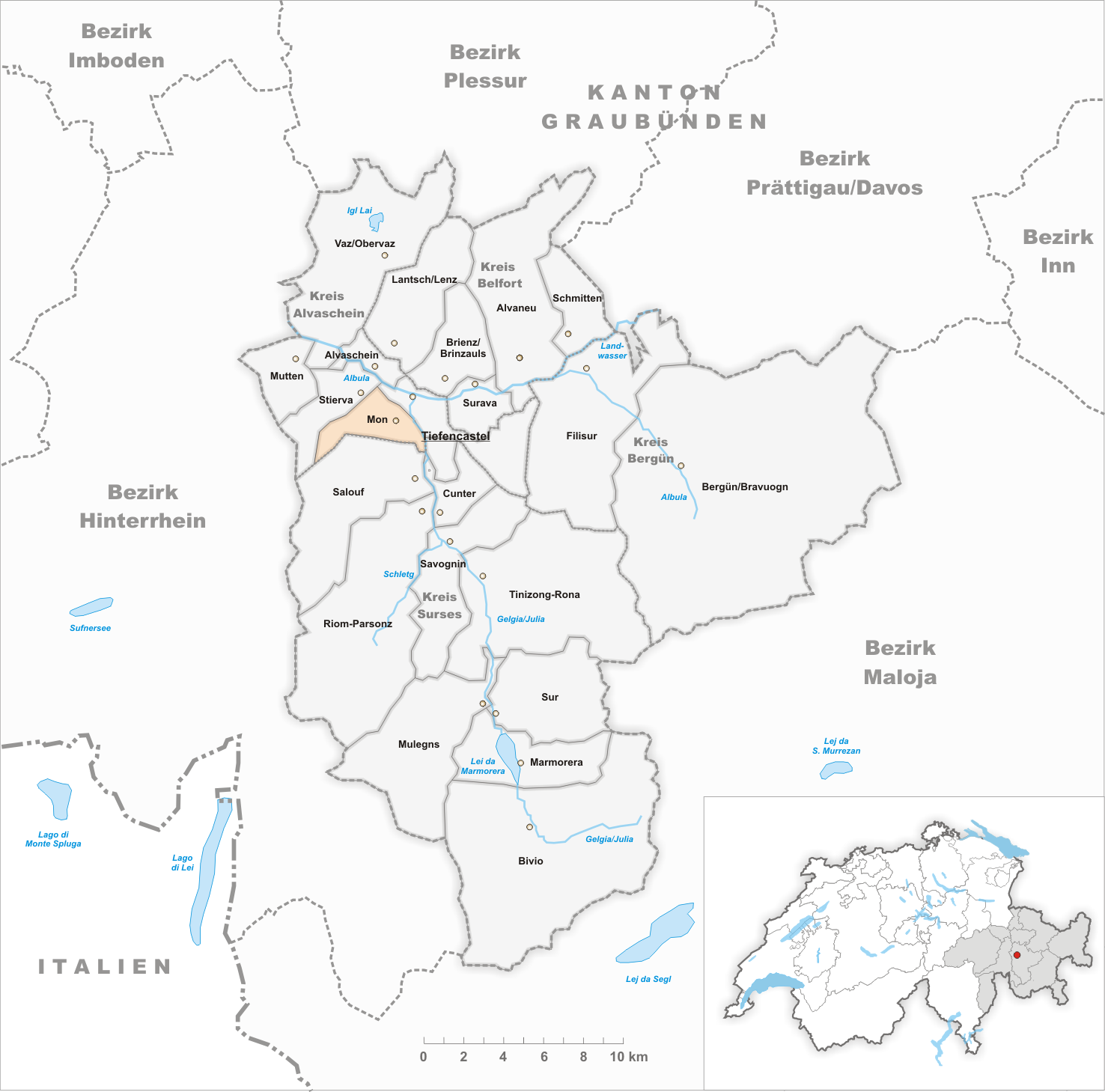
Il territorio del comune di Mon prima degli accorpamenti comunali del 2015

Già comune autonomo che si estendeva per 8,46 km², il 1º gennaio 2015 è stato accorpato agli altri comuni soppressi di Alvaneu, Alvaschein, Brinzauls, Stierva, Surava e Tiefencastel per formare il nuovo comune di Albula.

## Monumenti e luoghi d'interesse

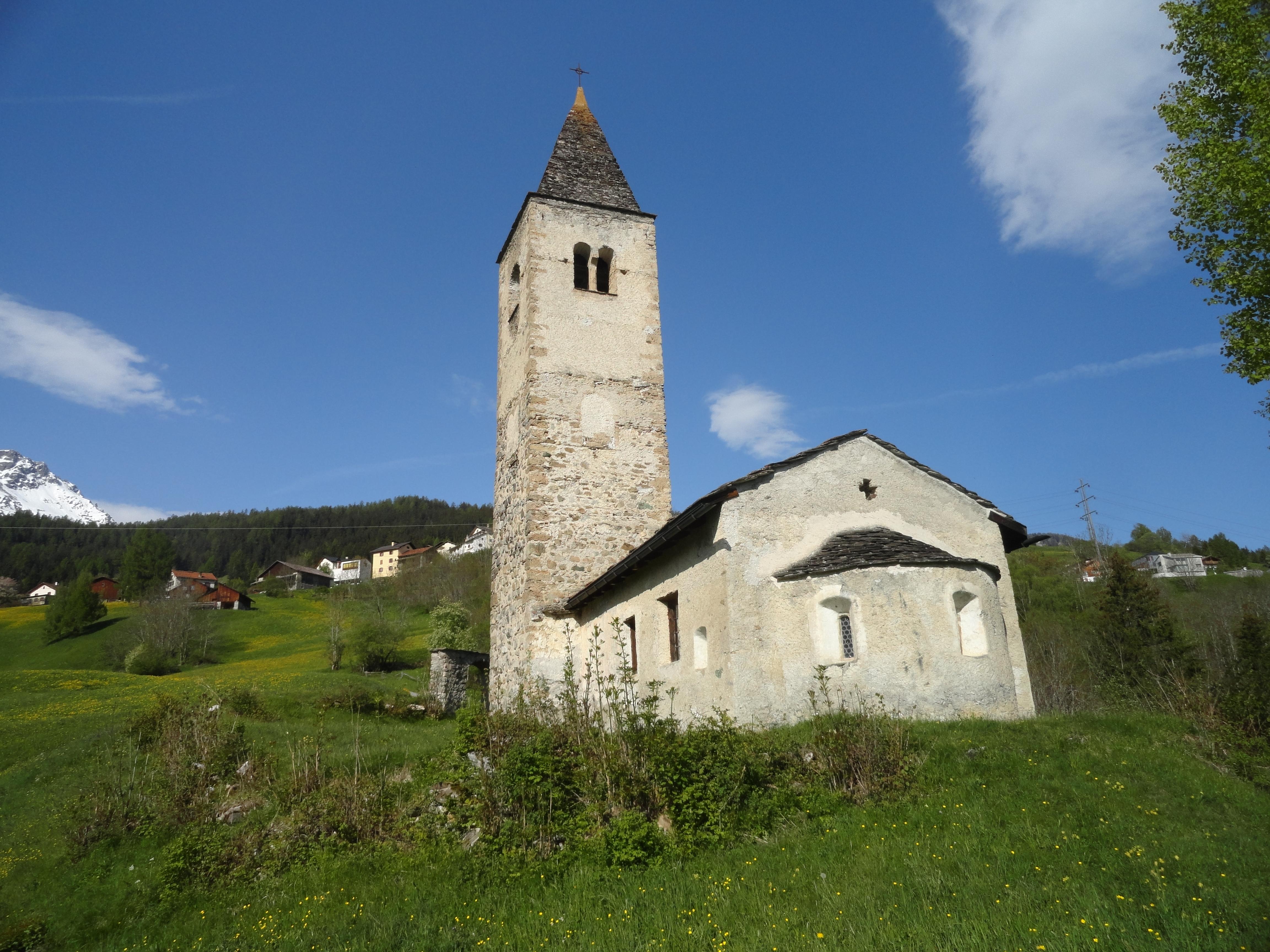
La chiesa dei Santi Cosma e Damiano

- Chiesa cattolica dei Santi Cosma e Damiano, attestata dall'841[1];
- Chiesa cattolica di San Francesco, eretta nel 1643-1648[1].

## Società

### Evoluzione demografica
L'evoluzione demografica è riportata nella seguente tabella:
Abitanti censiti

### Lingue e dialetti
L'85% della popolazione è di madrelingua romancia.

## Infrastrutture e trasporti
La stazione ferroviaria più vicina è Tiefencastel della Ferrovia Retica, a 4 km. L'uscita autostradale di Thusis, sulla A13/E43, dista 17 km.

## Amministrazione
Ogni famiglia originaria del luogo fa parte del comune patriziale che ha la responsabilità della manutenzione di ogni bene comune.